# Uwe Radok
Uwe Radok (geboren  8. Februar 1916 in Königsberg in Preußen; gestorben 28. August 2009 in Coffs Harbour) war ein australischer Meteorologe und Glaziologe.

## Leben
Uwe Radok war ein Sohn des Fritz Radok (1883–1968) und der Gertrud Maeken (1891–1965), sein Großvater Elias Radok war als Ingenieur aus dem böhmischen Kaladey nach Preußen gezogen und wurde Vorstand der Union Gießerei Königsberg. Er hatte die Brüder Peter (1914–2012), der Textilingenieur wurde, Rainer Radok (1920–2004), der als Mathematiker bekannt wurde, einen weiteren Bruder Jobst und die Schwester Gundula. Allen Familienmitgliedern gelang die Flucht aus dem nationalsozialistischen Deutschland nach England oder in die USA.
Uwe Radok begann 1933 das Studium an der Universität Königsberg und wechselte 1934 an die Technische Hochschule München und absolvierte 1938 die Prüfung zum Diplomingenieur. Nach den Maßstäben der Nürnberger Rassegesetze galt er in Deutschland als Halbjude. Im Mai 1938 ging er mit einem Touristenvisum nach England und bemühte sich dort erfolgreich um eine Arbeitserlaubnis als Trainee als Technischer Zeichner, er wurde Mitglied der Institution of Mechanical Engineers.
Zusammen mit seinen Brüdern Jobst und Rainer wurde er nach Kriegsausbruch als Enemy Alien interniert. Die drei sollten im Juni 1940 zusammen mit überwiegend italienischen Internierten und Kriegsgefangenen nach Kanada verlegt werden. Ihr Schiff Arandora Star wurde vom deutschen U-Boot U 47 im Atlantik versenkt, wobei mehr als 800 Personen starben, Radok und seine Brüder gehörten zu den Geretteten. Bereits kurze Zeit später wurden die Brüder Radok zusammen mit 2500 Personen an Bord des Truppentransporters Dunera nach Australien verschifft. Auch in Australien wurde Radok zunächst einmal in Tatura interniert.
Radok trat 1942 in die Australian Army ein und erhielt die australische Staatsbürgerschaft. Er heiratete 1944 Anita Holper, die 1925 in Mailand geboren wurde und 1938 aufgrund der Italienischen Rassengesetze emigrieren musste, sie haben drei Kinder.
Nach der Entlassung aus der Armee ging Radok an die Universität Melbourne und wurde 1947 Assistent im Institut für Meteorologie, das vom deutschen Emigranten und Polarforscher Fritz Loewe seit 1939 aufgebaut wurde. Radok wurde dort 1953 promoviert. 1951 wurde er Lecturer, 1958 Senior Lecturer, 1961 Reader und als solcher 1966 Nachfolger von Loewe. Eine Professur blieb ihm versagt. Ab 1977 arbeitete er als Forscher für Glaziologie und Meteorologie an der University of Colorado Boulder und erhielt auch noch die US-amerikanische Staatsbürgerschaft.
Radok lehrte 1966 als Gastprofessor an der Colorado State University Fort Collins und 1971 an der Technischen Universität München, er wurde an das Cold Regions Research and Engineering Laboratory nach Hanover und an das Scott Polar Research Institute in Cambridge eingeladen.
Radok war Mitglied der International Glaciological Society, ab 1971 Mitglied der „International Commission of Snow and Ice“ (ICSI) und von 1975 bis 1979 deren Präsident. Er wurde Mitglied der Bayerischen Akademie der Wissenschaften.
Der Radok Lake in den antarktischen Prince Charles Mountains wurde nach ihm benannt.

## Schriften (Auswahl)
- Temperatures in Polar Ice Caps, Nature, Oktober 1959, S. 1056f.
- Numerical Retracing of Atmospheric Events, Nature, April 1961, S. 247f.
- UNIMET – the Meteorological Department of the University of Melbourne 1937–1990. Melbourne: University of Melbourne, 1993
- The International Commission on Snow and Ice (ICSI) and its precursors, 1894–1994, Hydrological Sciences Journal, April 1997, S. 131–140